# ديون غيلز
ديون غيلز (بالإنجليزية: Dion Gales)‏ هو لاعب كرة قدم أمريكية أمريكي، ولد في 17 أغسطس 1985 في نيو أورلينز في الولايات المتحدة.

## وصلات خارجية
- ديون غيلز على موقع مرجع كرة القدم المحترفة.كوم (الإنجليزية)